# Oxyrhabdium
Oxyrhabdium is een geslacht van slangen uit de familie Cyclocoridae.

## Naam en indeling
Er zijn twee soorten, de wetenschappelijke naam van de groep werd voor het eerst voorgesteld door George Albert Boulenger in 1893. De slangen werden eerder aan andere geslachten toegekend, zoals Rhabdosoma en het niet langer erkende slangengeslacht Stenognathus, dat tegenwoordig tot de kevers wordt gerekend.

### Soorten
Het geslacht omvat de volgende soorten, met de auteur en het verspreidingsgebied.
| Naam                  | Auteur        | Verspreidingsgebied                                                            |
| --------------------- | ------------- | ------------------------------------------------------------------------------ |
| Oxyrhabdium leporinum | Günther, 1858 | Filipijnen (Luzon, Mindoro, Cebu, Negros, Panay)                               |
| Oxyrhabdium modestum  | Duméril, 1853 | Filipijnen (Basilan, Bohol, Dinagat, Leyte, Mindanao, Negros, Samar, Camiguin) |

## Verspreiding en habitat
De slangen komen voor in delen van Azië en leven endemisch op de Filipijnen. Ze zijn aangetroffen op de eilanden Basilan, Bohol, Dinagat, Leyte, Mindanao, Negros, Samar, Camiguin, Luzon, Mindoro, Cebu en Panay. De habitat bestaat uit vochtige tropische en subtropische bossen, zowel in laaglanden als in bergstreken. Ook in door de mens aangepaste streken zoals plantages en aangetaste bossen kunnen de dieren worden aangetroffen.

## Beschermingsstatus
Door de internationale natuurbeschermingsorganisatie IUCN is aan beide soorten een beschermingsstatus toegewezen. De slangen worden beschouwd als 'veilig' (Least Concern of LC).